# 베지닥터
베지닥터(VegeDoctor)는 채식을 권하는 의사들의 모임이다. 우유·계란·유제품조차 먹지 않는 비건채식을 지향한다. 2010년 8월 채식을 하는 의사, 치과의사, 한의사가 모여 만들었다. 현재 회원은 180여명이며 강원, 경기, 경북, 전라 등에 지부 모임이 있다.